# Гуни (Свердловская область)
Гуни — деревня в Ирбитском МО Свердловской области, Россия.

## География
Деревня Гуни «Ирбитского муниципального образования» находится в 16 километрах на восток-северо-востоке от города Ирбит (по автомобильной дороге — 19 километров), на правом берегу реки Мурза (левого притока реки Ница). К востоку от деревни имеется небольшой пруд.

## Население
| 2002 | 2010 | 2021 |
| ---- | ---- | ---- |
| 133  | →133 | ↘94  |

## Петро-Павловская церковь
Около 1910 года из часовни была перестроена каменная, однопрестольная Петро-Павловская церковь, которая была освящена во имя апостолов Петра и Павла. Церковь была закрыта в 1930 году. В настоящий момент трапезная и подколоколенное пространство отремонтированы общинной, проводятся службы. Четверик основного храма и алтарь продолжают разрушаться.